# 全国中等学校優勝野球北九州大会
全国中等学校優勝野球北九州大会（ぜんこくちゅうとうがっこうゆうしょうやきゅうきたきゅうしゅうたいかい）は、1925年（第11回大会）から1947年（第29回大会）まで行われた、全国中等学校優勝野球大会の地方大会。

## 概要
九州・沖縄地方の地方大会は1924年（第10回大会）まで8県を対象とする九州大会だったが、参加校が増加したため、1925年（第11回大会）から北九州大会（福岡県・佐賀県・長崎県・大分県）と南九州大会（熊本県・宮崎県・鹿児島県・沖縄県）に再編された。
九州大会時代の1923年（第9回大会）から1926年（第12回大会）にかけて福岡県勢が不参加となった。これは当時の福岡県知事が他県の学校との試合を禁止したことによる。
1930年（第16回大会）から大分県が南九州大会へ編成替えとなった。全国高等学校野球選手権大会と名称変更された1948年（第30回大会）から福岡県の単独代表が認められ、西九州大会（佐賀県・長崎県・熊本県）と東九州大会（大分県・宮崎県・鹿児島県・沖縄県）に再編された。

## 大会結果
| 年度（大会）         | 優勝校（代表校） | 決勝スコア | 準優勝校         | 参加県                 |
| -------------------- | ---------------- | ---------- | ---------------- | ---------------------- |
| 1925年（第11回大会） | 長崎商（長崎）   | 10 - 3     | 佐賀中（佐賀）   | 佐賀・長崎・大分       |
| 1926年（第12回大会） | 長崎商（長崎）   | 3 - 2      | 佐賀中（佐賀）   | 佐賀・長崎・大分       |
| 1927年（第13回大会） | 佐賀中（佐賀）   | 8 - 4      | 修猷館（福岡）   | 福岡・佐賀・長崎・大分 |
| 1928年（第14回大会） | 佐賀中（佐賀）   | 9 - 1      | 長崎商（長崎）   | 福岡・佐賀・長崎・大分 |
| 1929年（第15回大会） | 佐賀中（佐賀）   | 1 - 0      | 東筑中（福岡）   | 福岡・佐賀・長崎・大分 |
| 1930年（第16回大会） | 小倉工（福岡）   | 2 - 0      | 修猷館（福岡）   | 福岡・佐賀・長崎       |
| 1931年（第17回大会） | 小倉工（福岡）   | 5 - 4      | 佐賀中（佐賀）   | 福岡・佐賀・長崎       |
| 1932年（第18回大会） | 小倉工（福岡）   | 7 - 3      | 佐賀中（佐賀）   | 福岡・佐賀・長崎       |
| 1933年（第19回大会） | 佐賀師範（佐賀） | 3 - 1      | 飯塚商（福岡）   | 福岡・佐賀・長崎       |
| 1934年（第20回大会） | 小倉工（福岡）   | 10 - 0     | 佐賀商（佐賀）   | 福岡・佐賀・長崎       |
| 1935年（第21回大会） | 佐賀商（佐賀）   | 16 - 2     | 唐津中（佐賀）   | 福岡・佐賀・長崎       |
| 1936年（第22回大会） | 小倉工（福岡）   | 2 - 1      | 福岡工（福岡）   | 福岡・佐賀・長崎       |
| 1937年（第23回大会） | 福岡工（福岡）   | 16 - 3     | 鎮西学院（長崎） | 福岡・佐賀・長崎       |
| 1938年（第24回大会） | 福岡工（福岡）   | 4 - 0      | 小倉工（福岡）   | 福岡・佐賀・長崎       |
| 1939年（第25回大会） | 福岡工（福岡）   | 7 - 0      | 小倉工（福岡）   | 福岡・佐賀・長崎       |
| 1940年（第26回大会） | 福岡工（福岡）   | 6 - 2      | 小倉工（福岡）   | 福岡・佐賀・長崎       |
| 1946年（第28回大会） | 小倉中（福岡）   | 11 - 3     | 筑紫中（福岡）   | 福岡・佐賀・長崎       |
| 1947年（第29回大会） | 小倉中（福岡）   | 5 - 3      | 龍谷中（佐賀）   | 福岡・佐賀・長崎       |